# Kåpskär
Kåpskär är en ö i Åland (Finland). Den ligger i Skärgårdshavet och i kommunen Saltvik i landskapet Åland, i den sydvästra delen av landet. Ön ligger omkring 36 kilometer norr om Mariehamn och omkring 270 kilometer väster om Helsingfors.
Öns area är 16,8 hektar och dess största längd är 0,5 kilometer i sydöst-nordvästlig riktning.